# Vintana
Vintana is een geslacht van uitgestorven zoogdieren uit de orde Gondwanatheria. Dit dier leefde tijdens het Laat-Krijt (ongeveer 66 miljoen jaar geleden) in wat nu Madagaskar is. 

## Fossiele vondst
In 2014 werd een bijna complete schedel beschreven die in 2010 werd gevonden in 66 miljoen jaar oude sedimenten van de Maevarano-formatie in de kustregio Mahajanga in het noordwesten van Madagaskar. Madagaskar maakte tot in het Krijt deel uit van het supercontinent Gondwana, waarna het ongeveer 88 miljoen geleden geïsoleerd kwam te liggen. Vintana deelde zijn leefgebied met de verwante Adalatherium en dinosauriërs zoals Masiakasaurus en Rapetosaurus.

## Verwantschap
Vintana behoort tot de familie Sudamericidae van de Gondwanatheria. Voorheen was de orde slechts bekend van geïsoleerde tanden en fragmentarische onderkaken uit het Krijt en Paleogeen van het zuidelijk halfrond. Fylogenetische analyse ondersteunt de al langer veronderstelde verwantschap van de Gondwanatheria met de Multituberculata, een succesvolle maar nu uitgestorven zoogdiergroep van het noordelijk halfrond.

## Kenmerken
De schedel van Vintana is ongeveer 13 cm lang. Met een geschat gewicht van 9 kg en een vermoedelijke lengte van ongeveer 60 cm had Vintana het formaat ongeveer van een hedendaagse beverrat, waarmee dit dier het grootst bekende Mesozoïsche zoogdier uit Gondwana is. De craniofaciale anatomie wijst op een gofferachtige herbivoor met twee grote snijtanden en goed ontwikkelde zintuigen. De grote kaakbeenderen dienden voor aanhechting van krachtige kauwspieren. De grote ogenkassen wijzen op een goed zicht in de schemering. De bouw van het binnenoor wijst op een goed ontwikkeld gehoor. Opvallend is dat een groot deel van de hersenen werd ingenomen door de bulbus olfactorius, het gedeelte dat bij de reuk betrokken is. Bij Vintana is dit 14%, terwijl dit bij de mens 0,01% en bij de hond 0,31% is.
In 2023 werd een fossiele staartwervel beschreven. De bouw van de wervel liet zien dat Vintana een korte, brede staart had.